# جعفرآباد (بجنورد)
جعفرآباد (بجنورد)، روستایی از توابع بخش گرمخان شهرستان بجنورد در استان خراسان شمالی ایران است.

## جمعیت
این روستا در دهستان گیفان قرار دارد و براساس سرشماری مرکز آمار ایران در سال ۱۳۸۵، جمعیت آن ۱۹۴ نفر (۵۱ خانوار) بوده‌است.

## زبان
مردم این روستا کرد هستند و به زبان کردی حرف می زنند.